# Surliure

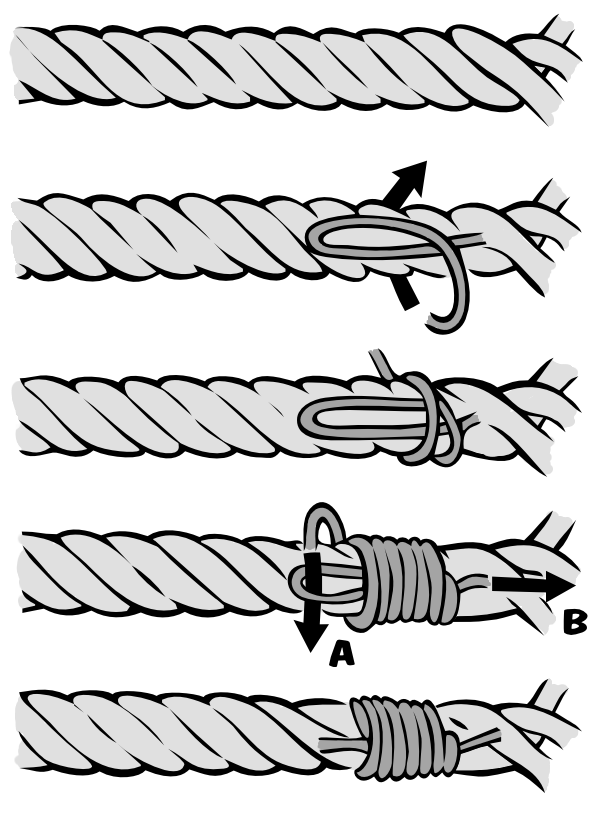
Schéma de réalisation d'une surliure

La surliure est une ligature faite avec du fil à surlier sur l'extrémité d'un cordage afin d'éviter que les torons se décommettent.
On utilise également les surliures avant de couper un cordage : pour cela, on réalise les 2 surliures, une de chaque côté de l'endroit de la coupure, puis on coupe à l'endroit prévu.
La rousture est exactement la même chose mais effectuée avec du cordage plus gros et dans le but de relier deux pièces ou de renforcer un assemblage de pièces. Exemple : l'antenne de la voile latine est généralement en deux parties et celles-ci sont jointes par des roustures, les mâts étaient constitués de plusieurs pièces et l'ensemble était renforcé par entre autres des roustures.

## Méthode
Pour réaliser une surliure dite « simple » ou « rapide » : commencer par faire une ganse, enrouler le fil autour du cordage et de la ganse de manière bien serrée, en tours  jointifs et, à la proximité de la ganse, passer le fil à l'intérieur de celle-ci, tirer l'autre extrémité afin d'avoir le croisement des deux bouts à l'intérieur de la surliure, couper au ras. La longueur de la surliure doit être liée au diamètre du cordage.
Il existe d'autres types de surliure, comme la surliure longue, piquée, en nœud de capucin, à double ganse, ...

## Brêlage en long
Ce nœud, réalisé avec de la corde, sert aussi à lier deux pièces de bois parallèlement. Il porte alors le nom de nœud de garniture, ou brêlage en long. Il est terminé par un nœud plat pour sécuriser le nœud. Il vaut mieux faire deux brêlages assez distants l’un de l’autre pour augmenter l’efficacité.